# Pervazivni razvojni poremećaj
Pervazivni razvojni poremećaji (engl. PDD) je dijagnostička kategorija, različito od Posebni razvojni poremećaji (engl. SDD), koja se odnosi na skupinu od pet poremećaja okarakteriziranih s usporenim razvojem temeljnih multiplih funkcija što uključuje socijalizaciju i komunikaciju. 
Najpoznatiji pervazivni poremećaj je (1) Autizam, ostali su (2) Rettov sindrom, (3) Dječji disintegrativni poremećaj, (4) Aspergerov sindrom i (5) Pervazivni razvojni poremećaj ne drugačije određen (engl. PDD-NOS)
Mnogi koriste termin PRP (engl. PDD) kao kraći naziv za PDDNOS ili neki drugi poremećaj, dok drugi oklijevaju kod djece dijagnosticirati teži oblik poput autizma pa koriste termin PRP; ovakav pristup dovodi do zbrke termina jer se PRP odnosi samo na dijagnostičku kategoriju poremećaja, ne predstavlja dijagnozu.